# 莊樂敏
馬卓安爵士夫人诺尔玛·克里斯蒂娜·伊丽莎白女爵士，DBE（1942年2月12日—），婚前姓瓦格斯塔夫（Wagstaff），是一位英国慈善家，前英国首相馬卓安的妻子。

## 早期生活
莊樂敏出生於史樂郡，是皇家炮兵中尉诺曼·鲁埃尔·瓦格斯塔夫和前雨伞售货员伊迪丝·乔治娜·瓦格斯塔夫 (née Johnson) 的女儿。 。父親在她三歲時因車禍丧生，她的母亲随后在与公婆疏远后恢复使用她的娘家姓「约翰逊」， 所以她在成长过程中、按音繹被称为「诺尔玛·约翰逊」，亦是漢化名字的來源。
莊樂敏曾在滨海贝克斯希尔的寄宿学校、德威的奥克菲尔德预科学校（Oakfield Preparatory School）和佩卡姆女子学校（Peckham School for Girls）接受教育。她曾從事裁缝工作。 她也是保守党青年團（Young Conservative）的成员。 

## 婚姻
莊樂敏在1970 年大伦敦议会选举竞选期间的一次保守党会议上認識馬卓安。 他們隨後於1970 年 10 月 3 日结婚。
婚後育有一對子女，詹姆斯·和伊丽莎白·。 她在丈夫担任首相期间（1990-1997 年）保持低调，从事慈善工作并出版书藉。

## 慈善活动
1999 年 6 月，莊樂敏在1999 年生日荣誉中被授予大英帝国勋章(DBE) 勋章，以表彰她的慈善工作。  莊樂敏是學習障礙機構Mencap的支持者， ，她因帮助该慈善机构筹集了 6,000,000 英镑而受到赞誉。 